# Христо Христов (футболист, р. 1943)
Христо Василев Христов (26 ноември 1943 г. – 5 юли 2006 г.), известен като Бараката, е български футболист, вратар, който играе 19 години за Пирин (Благоевград).

## Клубна кариера
Христо Христов е роден в 1943 година в село Бараково. Още като ученик застава на вратата на футболния отбор от селото, с който играе в окръжните групи. През 1964 г., на 20-годишна възраст, е привлечен в Пирин (Благоевград).
Христов играе за Пирин 19 сезона до 1983 г. Записва общо 540 мача - 227 в А група, 275 в Б група, 26 за националната купа и 12 за Интертото. Като капитан извежда отбора до финал за купата през сезон 1980/81, който е загубен с 0:1 от Тракия (Пловдив).
През 1980 г. получава званието „Майстор на спорта по футбол“. След края на активната си спортна кариера е треньор в школата на Пирин. Удостоен е посмъртно със званието „Почетен гражданин на Благоевград“.

## Национален отбор
Христов е първият футболист от Пирин, който е повикан в националния отбор на България. Дебютира за представителния тим на 36-годишна възраст. Това се случва на 25 април 1979 г., когато играе 90 минути в контрола срещу Аржентина на Ел Монументал в Буенос Айрес, която България губи с 1:2. Записва общо 13 мача за националния тим.